# Kommunikationstechnischer Bereich
Das Fach Kommunikationstechnischer Bereich (KtB) ist eines von drei Wahlpflichtfächern an bayerischen Hauptschulen. Es wurde noch bis vor wenigen Jahren als Textverarbeitung (TV) bzw. "Maschinenschreiben" und später als Kaufmännisch-bürotechnischer Bereich (KbB) bezeichnet.
Das Fach KtB soll grundlegende Kenntnisse im Bereich der modernen Bürokommunikation und -organisation vermitteln. Dabei steht besonders das Zehnfingerschreiben und die Durchführung der Bürokorrespondenz im Mittelpunkt. Doch auch die Gestaltung von Tabellen, das Kalkulieren mit einem gängigen Tabellenkalkulationsprogramm wie Microsoft Excel oder Calc (Open Office), das Erstellen von Formularen, Serien- und Geschäftsbriefen und die Beherrschung eines gängigen Textverarbeitungsprogrammes wie Microsoft Word oder Writer (Open Office) sind wichtige Fähigkeiten, die den Schülern vermittelt werden. Des Weiteren lernen die Schüler Grundlagen des Datenschutzes, die Funktionsweise eines Netzwerkes und den Umgang mit Hard- und Software kennen.
Damit schafft das Fach ideale Voraussetzungen zum späteren Erlernen des nach dem BBiG anerkannten Ausbildungsberufes Kaufmann für Bürokommunikation sowie Basisgrundlagen für den Beruf Bürokaufmann.
Anders als die Fächer GtB (Gewerblich-technischer Bereich) und HsB (Hauswirtschaftlich-sozialer Bereich) ist das Fach KtB für Hauptschüler, die sich in beruflicher Hinsicht zur kaufmännischen Verwaltung orientieren möchten, konzipiert worden. Dieses Fach wird auch für M-Schüler der siebten bis zehnten Jahrgangsstufe angeboten, die mitunter in diesem Fach die Mittlere Reife erwerben können.

## Kritik
Aufgrund der Lehrstellensituation ist es momentan schwierig, eine Ausbildung im kaufmännischen bzw. Verwaltungsbereich zu bekommen. Lediglich Schülern die den Übertritt auf eine Real- oder Wirtschaftsschule anstreben, kann dieses Fach im ursprünglichen Sinne von Nutzen sein. Allerdings hilft es den Schülern, aufgrund der allgemeinen Inhalte wie Briefgestaltung und -versand, die organisatorischen Aufgaben des Erwachsenenalltags zu bewältigen.